# Château de Landrecies
Le château de Landrecies  aussi appelé bastion de la Haute Sambre est un ancien château fort construit en 1140 dans la ville de Landrecies, ville de la Seigneurie d'Avesnes, dépendante du Comté de Hainaut puis transformé au cours du XVIe siècle en bastion et intégré à l'enceinte de Landrecies.

## Origines
En 1140, Nicolas d'Avesnes, seigneur d'Avesnes, fait construire un château fort à Landrecies sur la rive droite de la Sambre.

## Description

### Le donjon et le bâtiment adjacent
Le château comprend un donjon rectangulaire d'une hauteur inconnue de dix-neuf mètres de long et quatorze et demi de large dont le rez-de-chaussée fut mis au jour en juillet 1896 lors de fouilles effectuées au cours du démantèlement de l'enceinte de Landrecies,. Le rez-de-chaussée du donjon est construit intégralement en grès et comprend des murs dont l'épaisseur dépasse à certains points trois mètres pour environ cinq mètres de haut. Il forme une vaste salle rectangulaire voutée percée au coin sud de la façade ouest d'une poterne laquelle fait 1,7 m de haut pour 1,1 m de large, flanquée de deux pilastres à l'extérieur et qui possède des « entailles et rainures pour la herse, le pont levis et les autres moyens alors usités pour se barricader lors des attaques ». Des traces dans le mur de l'étage au-dessus de la voute semble attester l'existence d'un « corridor contournant l'un des angles de la construction » donnant accès depuis l'extérieur,.
Le rez-de-chaussée d'un second bâtiment, probablement ultérieur au donjon, d'aspect rectangulaire et partiellement adossé à la face sud du donjon fut également mis au jour en juillet 1896. Mesurant neuf mètres de long sur sept de large et construit également intégralement en grès, il forme une vaste salle voutée en plein cintre dont la façade est est percée d'une porte à arc brisé de largeur plus faible que la salle,,.
La disposition du donjon et du bâtiment adjacent au sein de l'enceinte castrale est difficile à déterminer (voir la section suivante), on sait néanmoins grâce une photographie prise lors des fouilles en 1896 que le donjon et le bâtiment adjacent sont situés à quelques dizaines de mètres au nord-ouest d'une maison située au n°8 de l'avenue du Maréchal Foch (toujours existante), la façade ouest du donjon apparait être parallèle à cette avenue.

Schéma des vestiges du donjon lors des fouilles de 1896 2. donjon ; 3. bâtiment adjacent.
Idem, montrant la situation du donjon et du bâtiment adjacent par rapport à l'avenue du Maréchal Foch, la maison située au n°8 de cette avenue (1) et la tour de la Poudrière (4).
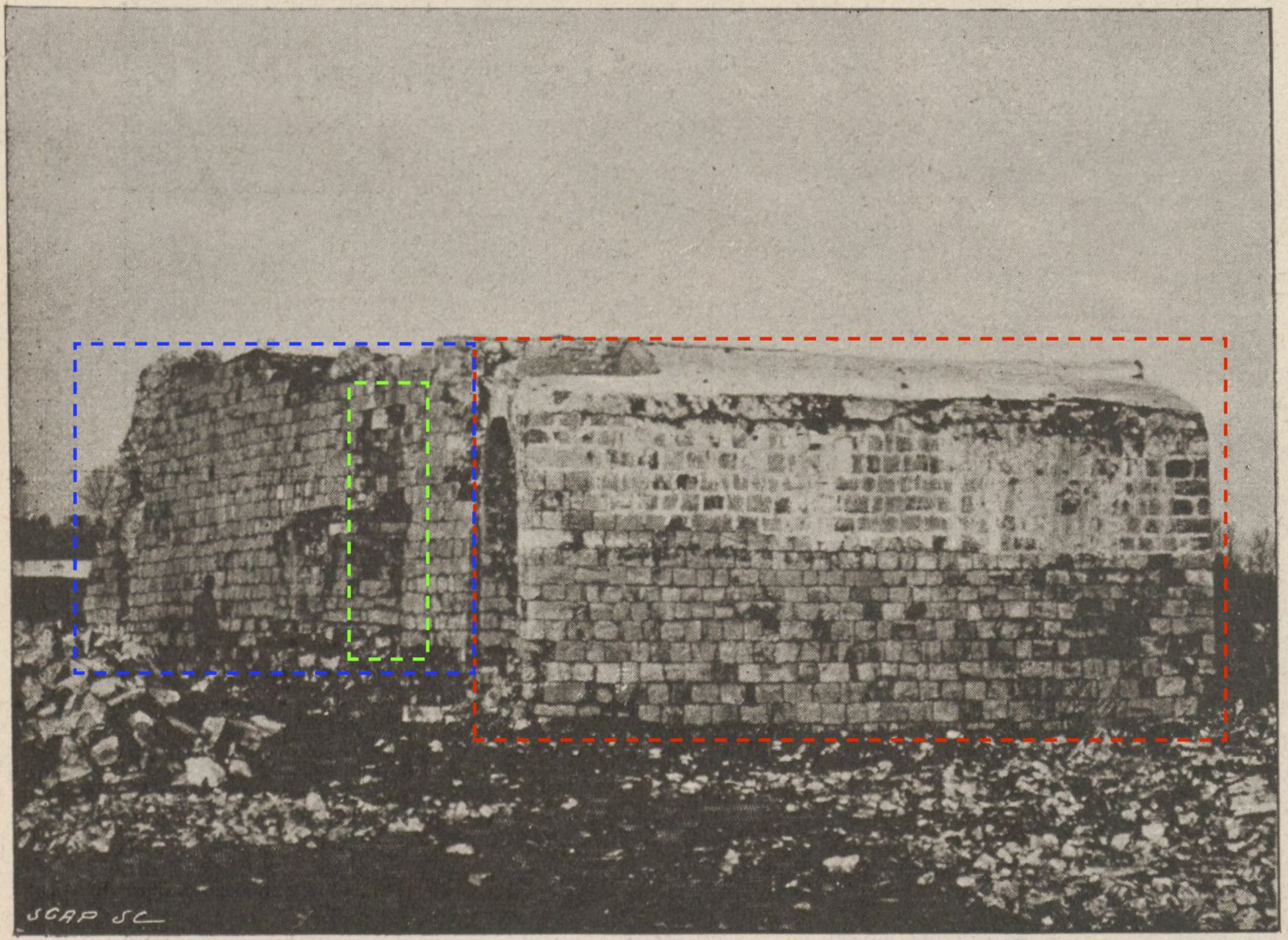
Vue au coin sud-ouest de l'ensemble : en bleu la façade ouest du donjon et en vert la poterne, en rouge les façades ouest (à gauche) et sud (à droite) du bâtiment adjacent au donjon.
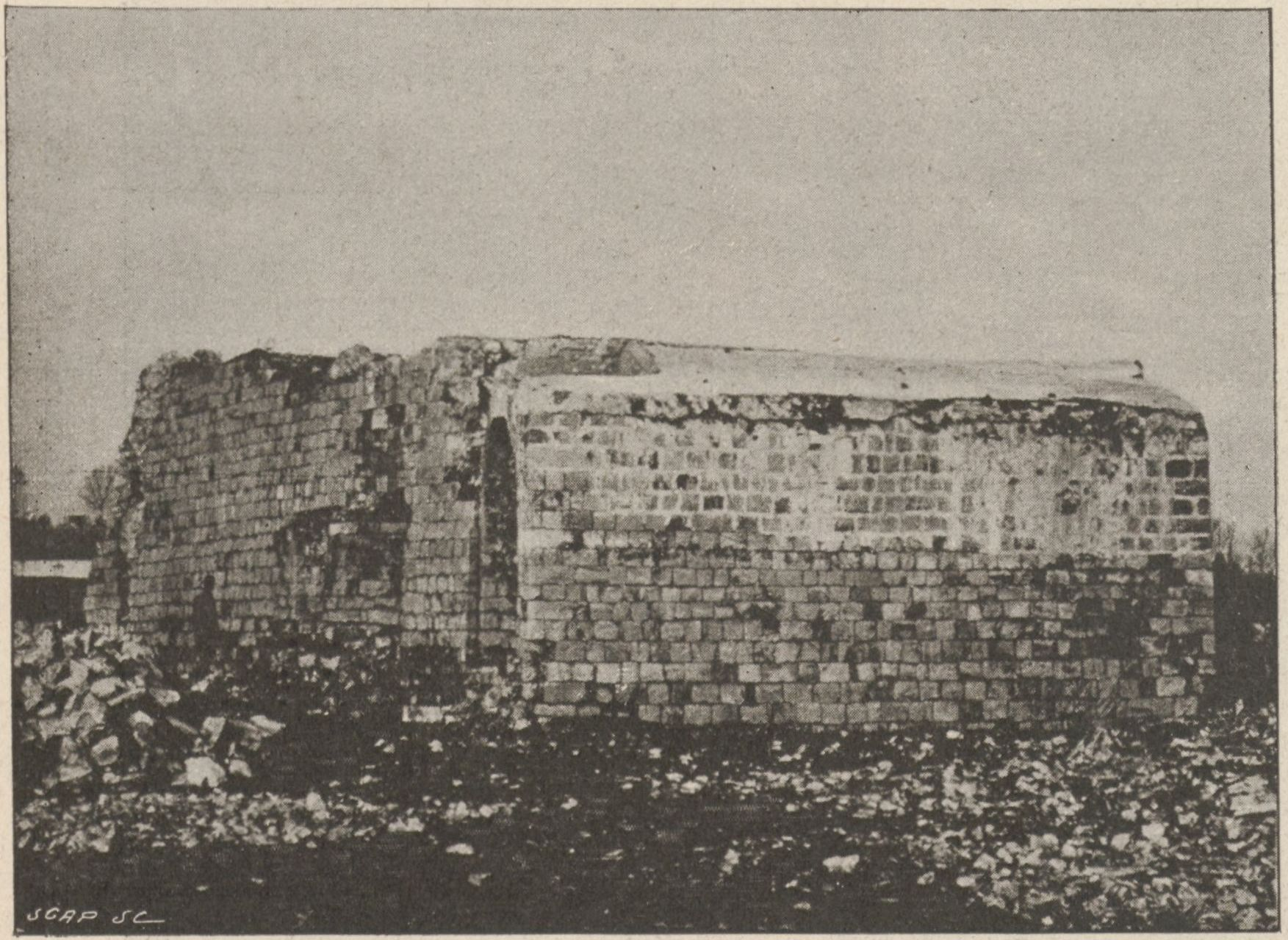
Idem, non annoté.
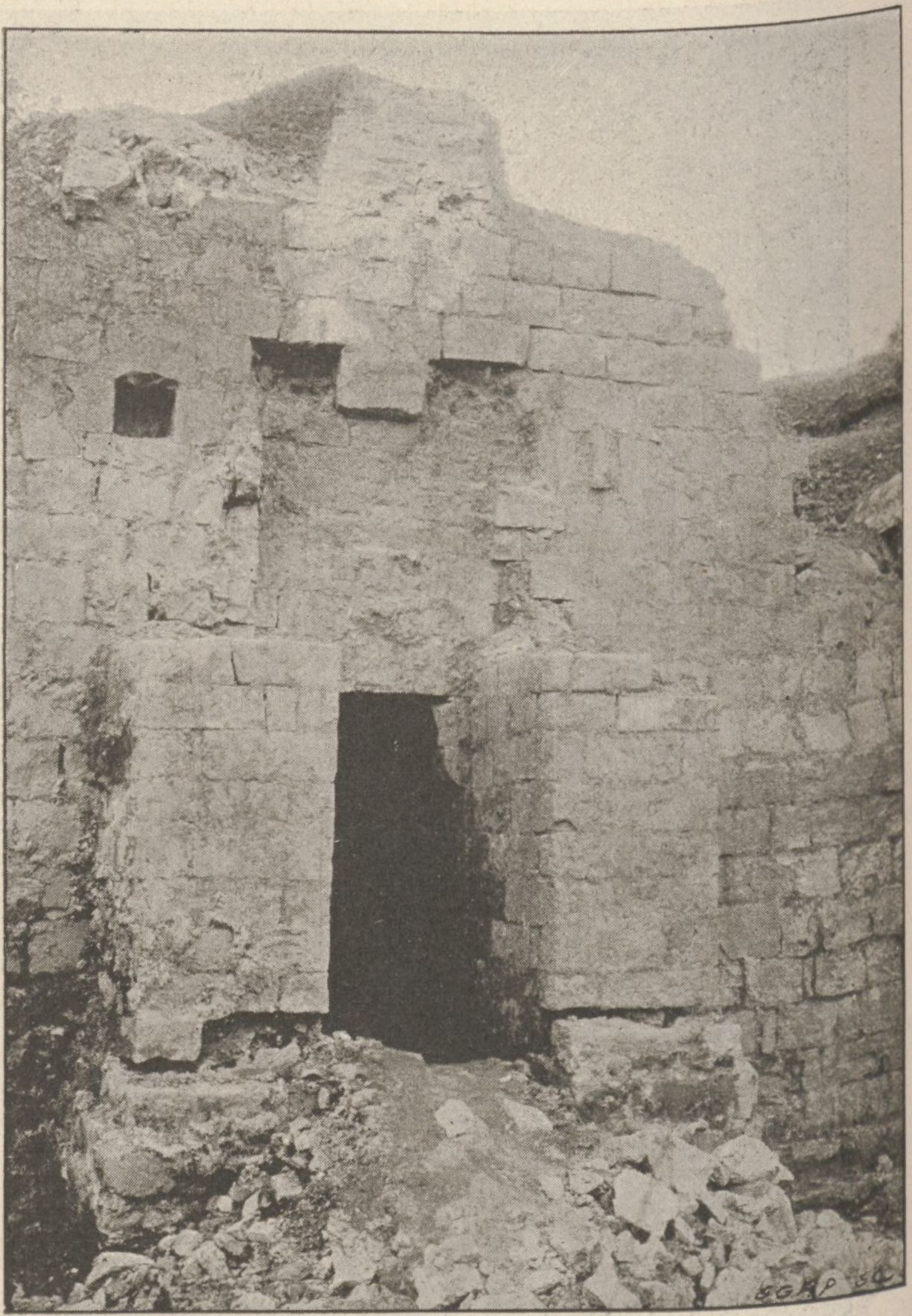
Détail de la poterne.
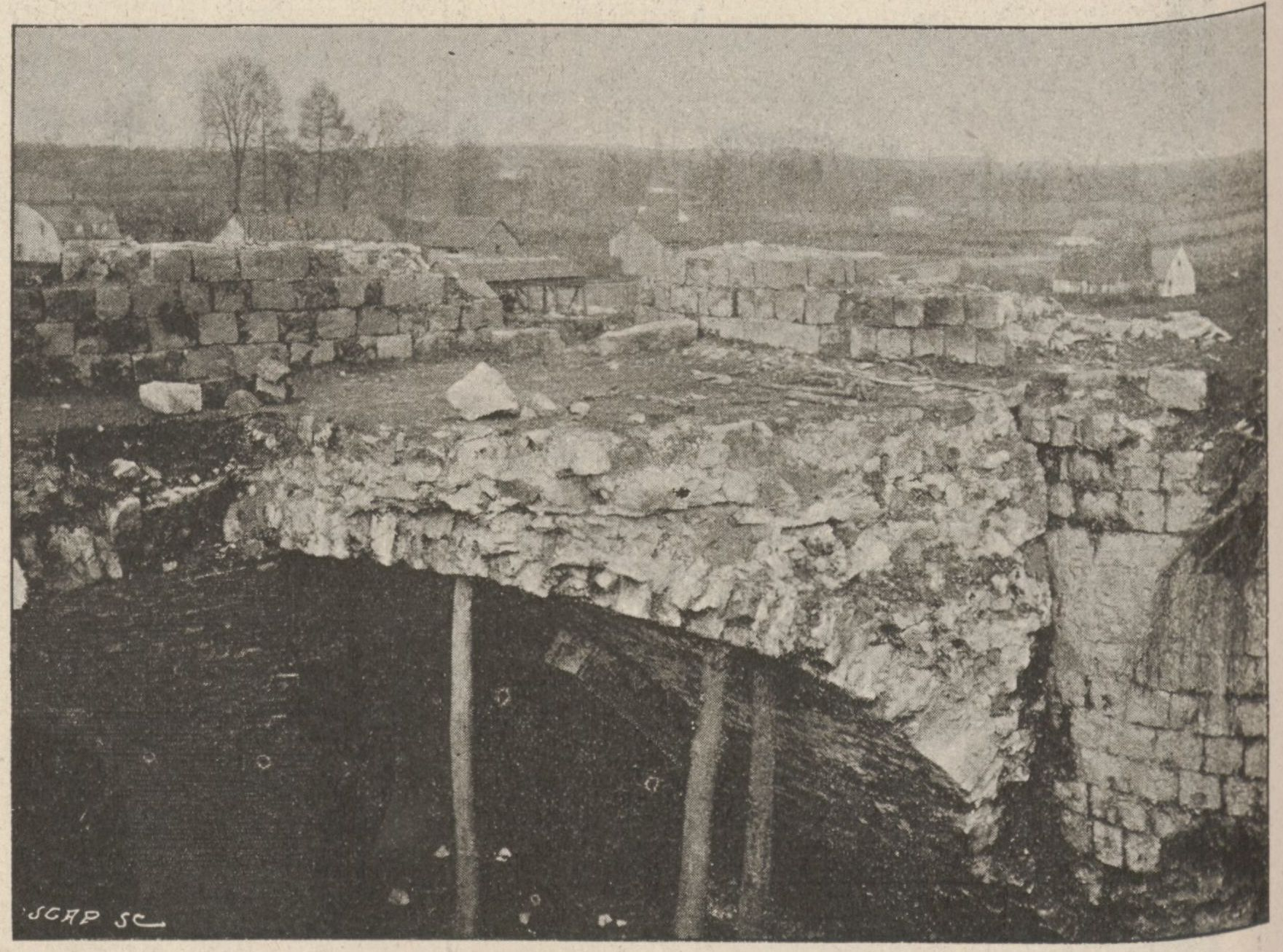
La voute dans le donjon.

### L'enceinte castrale
L'enceinte castrale décrit un carré de 80 à 90 mètres de côtés flanqué à chaque saillant d'une tour cylindrique « en forte saillie, à parois fortement talutées, percées de longues et fines archères. » Une troisième tour cylindrique est attestée au centre de la courtine est, une tour rectangulaire est attestée sur la courtine nord à proximité de la tour au saillant nord-est sur l'une des sources et au centre de la courtine sur une autre,